# Zatory
Zatory ist ein Dorf und Sitz der gleichnamigen Gemeinde im Powiat Pułtuski der Woiwodschaft Masowien, Polen.

## Gemeinde
Zur Landgemeinde Zatory gehören 26 Ortschaften:
Borsuki-Kolonia
Burlaki
Cieńsza
Ciski
Dębiny
Drwały
Gładczyn
Gładczyn Rządowy
Gładczyn Szlachecki
Kruczy Borek
Lemany
Lutobrok
Lutobrok-Folwark
Mierzęcin
Mystkówiec-Kalinówka
Mystkówiec-Szczucin
Nowe Borsuki
Pniewo
Pniewo-Kolonia
Przyłubie
Stawinoga
Śliski
Topolnica
Wiktoryn
Wólka Zatorska
Zatory
Weitere Orte der Gemeinde sind:
Borsuki-Gajówka
Dębiny
Holendry
Kępa Zatorska
Kępa Zatorska-Gajówka
Kopaniec
Łęcino
Malwinowo
Okopy
Ostrówek
Pniewo-Gajówka
Pniewo-Leśniczówka
Stawinoga-Leśniczówka
Stawinoga-Rybakówka
Wielęcin
Wólka Zatorska-Gajówka